# Mercado Municipal de Osasco
O Mercado Municipal de Osasco é um mercado localizado no Centro do município de Osasco, no estado de São Paulo, no Brasil. Foi inaugurado em 1953, sendo o primeiro mercado do na época bairro Osasco.

## Estrutura

### Física
O mercado tem seis corredores que se entrecruzam internamente.

### Produtos
É possível encontrar de materiais básicos — como arroz, feijão, carnes e outros — até marmitas de alumínio, passando por velas de umbanda, rações para animais, vasos e o tradicional fumo de corda.

## Localização
Praça 21 de dezembro, S/N - Centro - Osasco - SP